# Jonas Hebo Rasmussen
 Der er flere personer med dette navn, se Jonas Rasmussen.
Jonas Hebo Rasmussen (født 1. august 1991) er en tidligere dansk fodboldspiller, og nuværende TV-kommentator på TV2.
Han er søn af den tidligere Hvidovre IF profil Kim Rasmussen. Derudover er han storebror til Lyngby Boldklub-spilleren Mathias Hebo Rasmussen.

## Karriere
Han spillede i Hvidovre IF, inden han i sommeren 2007, skiftede til Arsenal F.C. efter et prøveophold hvor han imponerede sig frem, til en to årig kontrakt. Han fik dog aldrig debut på førsteholdet i Arsenal. Han var den fjerde dansker i Arsenal F.C. nogensinde.[kilde mangler] Andre danskere i Arsenal var
Sebastian Svärd, Nicklas Bendtner og John "Faxe" Jensen

### FC Nordsjælland
Efter opholdet i England skiftede han i august 2009 til FC Nordsjælland. Inden aftalen med FC Nordsjælland havde han været på et prøveophold i 1. divisionsklubben Viborg FF. Efter et år i FC Nordsjælland blev han i sommeren 2010 rykket op i klubbens førsteholds trup.
Det blev dog aldrig til mere end en enkelt optræden i pokalturneringen og reserveholdskampe for Hebo Rasmussen i FC Nordsjælland. Han blev derfor enig med klubben om at ophæve kontrakten i marts 2011.

### Hvidovre IF (2011-2014)
Efter bruddet med FC Nordsjælland i marts 2011 vendte Hebo Rasmussen hjem til sin barndomsklub Hvidovre IF. I sæsonen 2011/12 blev han topscorer for klubben med 18 mål. Herefter var der udsigt til at han ville finde sig en ny klub, men han valgte at blive i Hvidovre IF endnu en sæson.
Den 17. juni 2014 blev Jonas' kontrakt med Hvidovre IF ophævet.

### Vejle Boldklub
Den 28. juni 2014 meddelte Vejle Boldklub at man havde sikret sig Jonas Hebo Rasmussen på kontrakt.

### FC Helsingør
Nyoprykkede FC Helsingør meddelte den 30. juni 2015, at Jonas Hebo Rasmussen havde underskrevet en etårig aftale med klubben.
Parterne brød med hinanden i januar 2016 et halvt år før tid efter ønske fra Jonas Hebo, hvorefter han tog ud af at rejse.

### Hvidovre IF (2016)
Den 28. februar 2016 blev det offentliggjort, at Jonas Hebo fortsatte fodboldkarrieren efter en mindre pause efter bruddet med FC Helsingør. Parterne brød med hinanden igen den 29. november samme år.

### Hellerup IK
Han skiftede den 19. december 2016 til Hellerup IK, hvor han skrev under på en kontrakt gældende frem til 30. juni 2018. Han spillede i klubben frem til februar 2022, hvor han stoppede sin aktive karriere.